# Chloroclystis derasata
Pasiphila derasata là một loài bướm đêm trong họ Geometridae.

## Hình ảnh

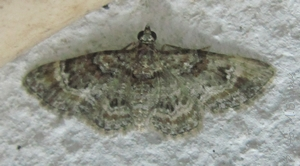